# Жулі Брессе
Жулі Брессе  (фр. Julie Bresset, 9 червня 1989) — французька велогонщиця, олімпійка.

## Виступи на Олімпіадах
| Олімпіада   | Дисципліна               | Місце |
| ----------- | ------------------------ | ----- |
| Лондон 2012 | гірський велосипед, крос | 1     |